# 西町インターナショナルスクール
西町インターナショナルスクール（にしまちインターナショナルスクール、英語: Nishimachi International School）は、東京都港区にあるインターナショナルスクール。

## 概要
1949年（昭和24年）に松方種子によって設立され、現在はWASC認定校、CIS認定校となっている。男女共学であり、5歳から15歳（キンダーガーテンから9年生）までの生徒を受け入れている。学校の教育理念は、「国際的な視野を与え、 人間性の豊かな育成を通して、人間相互の違いと多様性を受け入れる精神を育てる事」。
群馬県桐生市にある桐生市立黒保根中学校と桐生市立黒保根小学校との交流事業があり、運動会・もちつき大会などに招待し、また小学校から中学校にかけてホームステイ交流も行っている。

## 松方ハウス
敷地内にある松方ハウスは、もともとは松方正熊の邸宅であった。ウィリアム・メレル・ボーリズにより設計され、1921年に竹中工務店によって建設された。太平洋戦争に伴い松方家が疎開することになったため、邸宅は在日本スウェーデン大使館に貸し出されることになった。その後、さまざまな国の在外公館などとして転用されたのち、松方家に返却された。正熊の娘である松方種子が西町インターナショナルスクールを設立したことから、教室などとして転用された。2000年に、東京都選定歴史的建造物に選定された。

## 所在地
- 東京都港区元麻布2-14-7

## 著名な出身者
- アイリーン・美緒子・スミス
- 島津禎久
- 上野金太郎
- 藤島ジュリー景子
- 伊藤穰一
- 伊藤瑞子
- 立川絵理
- 関根麻里
- モントゴメリー道緒